# Маньчжурская камышевка
Маньчжурская камышевка (лат. Acrocephalus tangorum) — вид птиц из семейства камышовковых (Acrocephalidae). По некоторым данным подвид индийской камышовки.

## Ареал
Гнездовой ареал вида занимает небольшую территорию на Дальнем Востоке, принадлежащую России и Китаю. Зимует в Камбодже, Лаосе и Вьетнаме.

## Описание
Длина тела 13 см. Окраска тусклая. Нижняя часть тела белая. Бока рыжие. Спина темная, над глазом ярко выраженная белая «бровь». Очень похожа на индийскую камышовку.

## Популяция
Мировая популяция маньчжурских камышевок оценивается в 2500—10000 особей (данные BirdLife International).

## Угрозы
Главной угрозой численности этих камышевок является уничтожение гнездовых местообитаний в ходе хозяйственной деятельности человека, в основном в Китае.